# Giải Vô địch Cờ tướng quốc gia 2021
Giải Vô địch Cờ tướng quốc gia 2021, tên đầy đủ là Giải vô địch cờ tướng quốc gia năm 2021 Cúp Phương Trang, là giải vô địch cờ tướng Việt Nam lần thứ 30 của bảng nam và lần thứ 28 của bảng nữ. Giải đấu do Liên đoàn cờ tướng Việt Nam tổ chức ở thành phố Vũng tàu từ ngày 25 tháng 3 năm 2021 đến ngày 4 tháng 4 năm 2021.
Giải đấu được chia làm 2 bảng nam và nữ, thi đấu 3 nội dung: cờ tiêu chuẩn, cờ nhanh và cờ chớp. Ở nội dung quan trọng nhất là cờ tiêu chuẩn thì Lại Lý Huynh của đội Bình Dương đã có lần thứ 5 đoạt chức vô địch bảng nam, còn Lê Thị Kim Loan của đội Hà Nội lần đầu tiên vô địch nữ.

## Kết quả

### Cờ tiêu chuẩn
| Hạng | Nam                                  | Nữ                                       |
| ---- | ------------------------------------ | ---------------------------------------- |
| Nhất | Lại Lý Huynh (Bình Dương)            | Lê Thị Kim Loan (Hà Nội)                 |
| Nhì  | Trịnh A Sáng (Thành phố Hồ Chí Minh) | Trần Tuệ Doanh (Thành phố Hồ Chí Minh)   |
| Ba   | Uông Dương Bắc (Bình Dương)          | Nguyễn Hoàng Yến (Thành phố Hồ Chí Minh) |

### Cờ nhanh
| Hạng | Nam                                  | Nữ                                              |
| ---- | ------------------------------------ | ----------------------------------------------- |
| Nhất | Lại Lý Huynh (Bình Dương)            | Nguyễn Hoàng Yến (Thành phố Hồ Chí Minh)        |
| Nhì  | Nguyễn Anh Quân (Quảng Ninh)         | Hồ Thị Thanh Hồng (Bình Định)                   |
| Ba   | Trịnh A Sáng (Thành phố Hồ Chí Minh) | Nguyễn Huỳnh Phuơng Lan (Thành phố Hồ Chí Minh) |

### Cờ chớp
| Hạng | Nam                                            | Nữ                                       |
| ---- | ---------------------------------------------- | ---------------------------------------- |
| Nhất | Nguyễn Minh Nhật Quang (Thành phố Hồ Chí Minh) | Nguyễn Hoàng Yến (Thành phố Hồ Chí Minh) |
| Nhì  | Hà Văn Tiến (Bình Phước)                       | Hồ Thị Thanh Hồng (Bình Định)            |
| Ba   | Lại Lý Huynh (Bình Dương)                      | Trần Tuệ Doanh (Thành phố Hồ Chí Minh)   |